# On Broadway (brano musicale)
On Broadway è un brano scritto da Barry Mann e Cynthia Weil in collaborazione con i produttori Jerry Leiber e Mike Stoller. Fu pubblicato nel 1963 dalla Atlantic Records in un singolo interpretato da The Drifters, con buon successo commerciale. La versione jazz pop di George Benson, pubblicata nel 1978 dalla Warner Bros. Records, ebbe un successo anche maggiore.

## Versione dei Drifters

### Composizione
La prima versione scritta da Weil e Mann era stata pensata per un'interpretazione femminile e fu registrata da The Cookies e The Crystals, due girl group di rhythm and blues. Queste interpretazioni furono giudicate troppo blande dagli esperti produttori/musicisti di Broadway Leiber e Stoller, che proposero di modificare sia i testi che la musica e affidare la canzone a The Drifters, gruppo soul che stava riscuotendo grande successo negli Stati Uniti. Gli autori della prima versione accettarono la proposta e quella stessa notte modificarono assieme a Leiber e Stoller il brano, che fu registrato il giorno dopo dai Drifters.
Rispetto alla prima versione, le modifiche prevedevano un'interpretazione più orientata sul blues e con un ritmo più coinvolgente. I nuovi testi espressero la disillusione sulle aspettative del cantante chitarrista che si reca a Broadway e trova una realtà diversa da quella immaginata, e la sua maggiore determinazione nel superare le difficoltà per raggiungere il successo. La chitarra solista di questa nuova versione fu affidata a Phil Spector, ingaggiato quando si trovava presso gli studi il giorno della registrazione, avendo inciso il giorno prima la versione precedente di On Broadway con le Crystals. Il singolo dei Drifters fu pubblicato dalla Atlantic Records il 23 marzo 1963, ed ebbe sul lato B il brano Let The Music Play scritto da Burt Bacharach e Hal David.

### Uscita e accoglienza
Il singolo dei Drifters fu registrato negli studi del Brill Building a Broadway nel gennaio 1963 e pubblicato dalla Atlantic il successivo 23 marzo. Raggiunse negli Stati Uniti il 9º posto nella Billboard Hot 100, ed il 7º nella classifiche dei singoli di rhythm and blues, peraltro poco attendibili. Il brano fu inserito nell'album dei Drifters Under the Boardwalk, uscito nel 1964, l'ultimo in cui compare il cantante solista Rudy Lewis che sarebbe morto poco dopo. Oltre alle innumerevoli cover realizzate da altri artisti, riferimenti a On Broadway sono presenti nelle canzoni di David Bowie Aladdin Sane e dei Genesis The Lamb Lies Down on Broadway, entrambe title track dei rispettivi album.

### Musicisti
- The Drifters con Rudy Lewis voce solista

Session men
i produttori Leiber e Stoller affiancarono ai Drifters alcuni tra i migliori session men del Brill Building:
- Joe Newman e Ernie Royal - trombe
- Billy Butler, Bill Suyker, Everette Barksdale - chitarre ritmiche
- Russ Savakus - basso
- Gary Chester - batteria
- Phil Kraus, Nick Rodriguez e Martin Grupp - percussioni

Featuring
- Phil Spector - chitarra elettrica solista

Arrangiamento
- Gary Sherman

## Versione di George Benson

Scena del film All That Jazz, in cui i ballerini provano sulle note di On Broadway cantata da George Benson

La versione di maggior successo commerciale fu quella di George Benson del 1978, che raggiunse il settimo posto della Billboard Hot 100. La sua interpretazione fu adattata ai gusti musicali del pubblico di quel tempo, in uno stile che accomunava elementi di pop e di jazz. La versione di Benson, che negli anni precedenti era stato un apprezzato chitarrista jazz, fu caratterizzata da un'esecuzione di grande livello artistico, ma nonostante l'ottimo successo di vendita fu reputata eccessivamente commerciale dagli appassionati di jazz. Il singolo uscì nel 1978, prodotto da Tommy LiPuma e pubblicato dalla Warner Bros. Records con We As Love sul lato B. Il brano nella versione di Benson fu utilizzato anche nel film del 1979 All That Jazz, nella sequenza dei provini di danza jazz per un musical.

## Altre versioni
Tra gli altri artisti che realizzarono versioni di On Broadway vi sono The Coasters, The Dave Clark Five, Eric Carmen, Bobby Darin, Tom Jones, Johnny Mathis, James Taylor, Gary Numan, Tito Puente, Lou Rawls, Neil Young, Buddy Rich, Frank Sinatra, Sly & The Family Stone e Nancy Wilson, e i Beach Boys.